# Södertäljekanaal

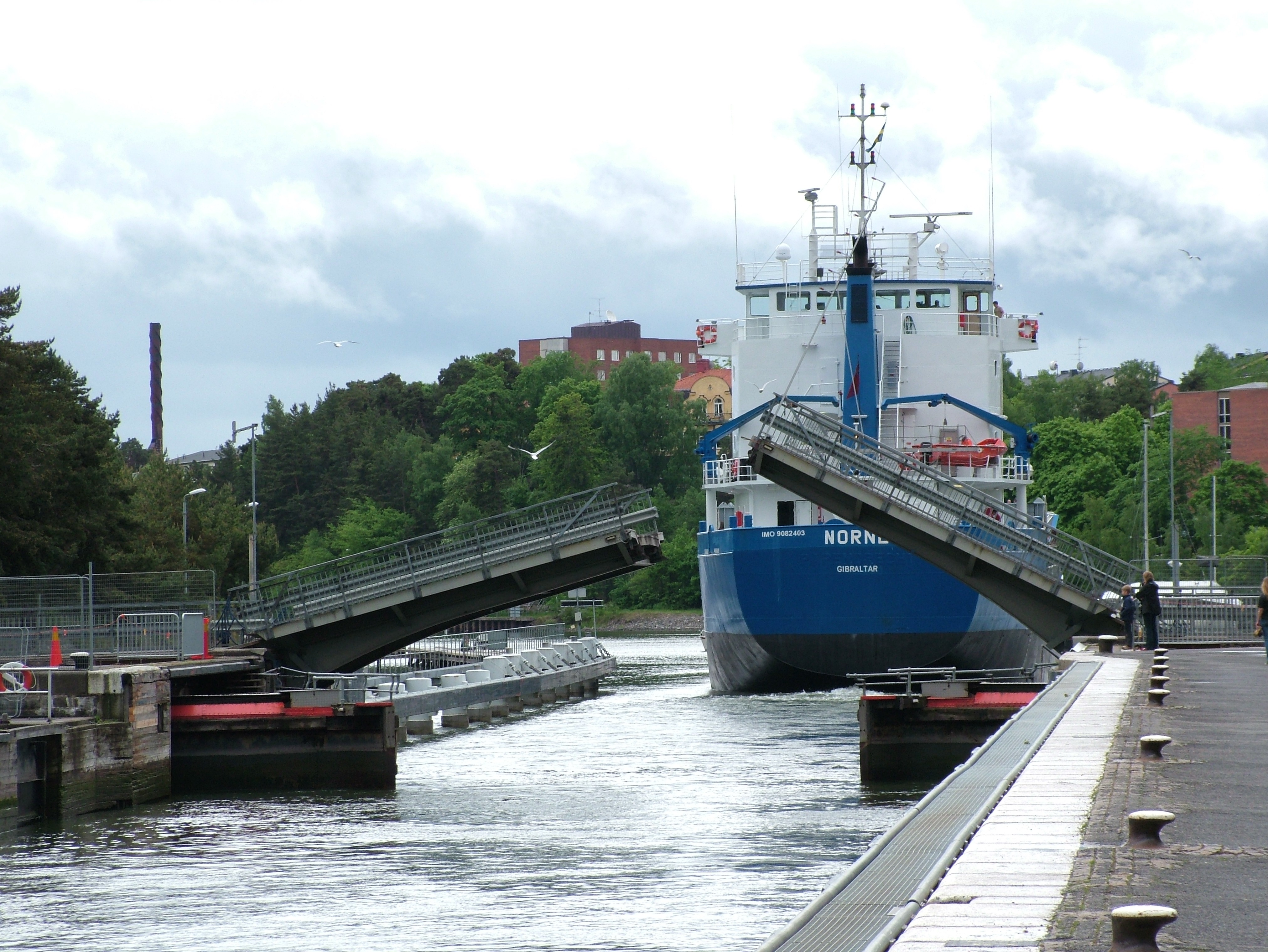
Södertälje, sluis (2005)

Het Södertäljekanaal is een kanaal in Zweden. Het verbindt het Mälarmeer met de Oostzee, bij de plaats Södertälje. Het kanaal is 5,2 kilometer lang en heeft een sluis. De sluis is de grootste van Scandinavië. De sluis is 135 meter lang en 17 meter breed. Het verschil in waterpeil is niet groot tussen het Mälarmeer en de Oostzee (60 centimeter). Het Södertäljekanaal is de meest gebruikte route voor schepen om op het Mälarmeer te komen.

## Geschiedenis
In de tijd van de Vikingen was het kanaal een goede waterweg, maar de Postglaciale opheffing maakte hem onbruikbaar. In het jaar 1819 werd een sluis gemaakt, zodat schepen het kanaal weer konden gebruiken. Rond 1924 werd er een veel grotere nieuwe sluis gebouwd (die er nu nog staat) en werd het kanaal verbreed en verdiept. 